# Laccophilus balzani
Laccophilus balzani är en skalbaggsart som beskrevs av Régimbart 1889. Laccophilus balzani ingår i släktet Laccophilus och familjen dykare. Inga underarter finns listade i Catalogue of Life.